# Гемиплегия
Гемиплегия (от др.-греч. ἦμι- «полу-» + πληγή «поражение, удар») — полная потеря возможности произвольных движений (паралич) в ноге и руке с одной стороны тела. Паралич половины тела называют гемиплегией, одной конечности — моноплегией (греч. μονος «один»), пары конечностей (верхних или нижних) — параплегией (греч. πᾰρά «возле, около; мимо; вне»).
Различают органическую и функциональную гемиплегию.
| Гемиплегия     | Органическая | Функциональная                                                            |
| -------------- | --- | ------------------------------------------------------------------------- |
| Причина        | Нарушение кровообращения головного мозга (кровоизлияние в мозг, эмболия или тромбоз мозговых сосудов), воспалительные заболевания или опухоли головного мозга (арахноидит, энцефалит и др.). Возникает вследствие повреждения двигательной пирамидной системы мозга. | Диссоциативные (конверсионные) расстройства, ранее называвшиеся истерией. |
| Симптомы       | В парализованных конечностях повышаются сухожильные рефлексы и мышечный тонус, наблюдаются патологические рефлексы. Неподвижность конечностей сочетается с нарушением функции мимической мускулатуры на той же, а иногда на противоположной стороне (см. также Пирамидная система). На поражённой стороне нередко появляются отёчность, синюшность (цианоз), похолодание конечностей. | Таких симптомов не бывает.                                                |
| Восстановление | Движения могут восстановиться, но иногда наблюдаются остаточные явления. | Проходит бесследно.                                                       |

Лечение:
- устранение основного заболевания;
- раннее применение лечебной гимнастики и массажа;
- снижающие мышечный тонус, а также стимулирующие нервную систему средства.